# Olympische Sommerspiele 1992/Teilnehmer (Monaco)
| Gelbes Symbol für Goldmedaillen mit stilisierten Olympischen Ringen | Graues Symbol für Silbermedaillen mit stilisierten Olympischen Ringen | Braundes Symbol für Bronzemedaillen mit stilisierten Olympischen Ringen |
| ------------------------------------------------------------------- | --------------------------------------------------------------------- | ----------------------------------------------------------------------- |
| —                                                                   | —                                                                     | —                                                                       |

Monaco nahm bei den Olympischen Spielen 1992 in Barcelona zum 14. Mal an Olympischen Sommerspielen teil. Die Delegation umfasste zwei Athleten (ein Mann und eine Frau).

## Teilnehmer nach Sportart

### Schießen
- Fabienne Diato-Pasetti
Frauen, Luftgewehr 10 m: 39. Platz

### Schwimmen
- Christophe Verdino
Männer, 100 m Brust: in der 1. Runde ausgeschieden (1:07,90 min; 47. Platz)
Männer, 200 m Brust: in der 1. Runde ausgeschieden (2:23,33 min; 36. Platz)
Männer, 200 m Lagen: in der 1. Runde ausgeschieden (2:12,46 min; 43. Platz)